# Hököpinge
Hököpinge – miejscowość (tätort) w Szwecji, w regionie administracyjnym (län) Skania, w gminie Vellinge.
Według danych Szwedzkiego Urzędu Statystycznego liczba ludności wyniosła: 1164 (31 grudnia 2015), 1327 (31 grudnia 2018) i 1308 (31 grudnia 2019).